# 스눕 독
캘빈 커도자 브로더스 주니어(영어: Calvin Cordozar Broadus, Jr., 1971년 10월 20일 ~ )는 스눕 독(영어: Snoop Dogg), 스눕 도기 독(영어: Snoop Doggy Dogg), 스눕 라이언(영어: Snoop Lion)이라는 예명으로 활동하고 있는 미국의 래퍼, 배우, 프로듀서이다. 스눕 독의 음악 경력은 1992년 닥터 드레의 앨범에 참여하면서부터 시작되었는데, 닥터 드레의 솔로 데뷔 음반 《The Chronic》에 참여했고, 영화 《딥 커버》의 삽입곡도 불렀다.
스눕독의 데뷔 음반 《Doggystyle》은 1993년 데스 로 레코드 하에 발매되었다. 데뷔 음반은 빌보드 200과 빌보드 핫 알앤비/힙합 송 차트 1위로 데뷔했다. 《Doggystyle》은 발매 첫 주에 100만 장을 팔고 총 400만 장을 팔아 4플래티넘 인증을 받았다. 또 〈What's My Name〉, 〈Gin & Juice〉 등의 히트곡을 남겼다. 1994년에는 단편영화이자 사운드트랙 음반 《Murder Was The Case》를 발매해 빌보드 200 1위를 했다. 1995년 발매된 두 번째 정규 음반 《Tha Doggfather》 역시 빌보드 200 1위로 데뷔했으며 더블 플래티넘 인증을 받았다.
이후 데스 로 레코드와 헤어지고 노 리미트 레코드와 계약을 체결했다. 노 리미트 레코드에서 《Da Game Is to Be Sold, Not to Be Told》 (1998), 《No Limit Top Dogg》 (1999), 《Tha Last Meal》 (2000), 세 장의 음반을 발매한다. 2002년에는 캐피톨/프라이어티/EMI 레코드와 계약했다. 여기서 《Paid tha Cost to Be da Boss》를 발매했다. 그런 다음 2004년 게펜 레코드와 계약한 후, 세 장의 음반 《R&G (Rhythm & Gangsta): The Masterpiece》, T《ha Blue Carpet Treatment》, 《Ego Trippin'. Malice 'n Wonderland》 (2009), 《Doggumentary》 (2011, 이 음반은 프라이어티 하에 발매)를 발매했다. 음악 활동 이외에 스눕 독은 《Doggy Fizzle Televizzle》, 《Snoop Dogg's Father Hood》, 《Dogg After Dark》과 같은 텔레비전 프로그램과 영화에 출연했다. 또 유스 풋볼 리그와 고등학교 풋볼팀 코치로도 활동했다.
스눕 독은 웨스트 코스트 힙합을 추구했던 뮤지션이다. 음절마다 'Izzle ~'이라는 단어를 붙어 랩을 할 때 추임새를 보이기도 한다. 또 래퍼 네이트 독, RBX, 대즈 딜린저, 릴 하프 헤드 가수 브랜디, 레이 제이와 사촌관계이다
2024년 파리 올림픽 폐막식 에 나오기도 했다.

## 생애

### 출생과 데뷔
캘빈 브로더스는 1971년 10월 20일 캘리포니아주 롱비치 로스알토스병원에서 세 남매 중 둘째로 태어났다. 스눕 독의 새아버지 캘빈 코르도자 브로더스 주니어와 어머니 비벌리 브로더스가 있다. 친아버지 버낼 바르나도는 베트남 전쟁 참전 군인으로, 가수, 우편물 배달부로 일했다. 어린시절 스눕 독의 별명은 "스누피"였는데, 부모님이 스누피를 닮았다해서 붙여준 것이다. 어머니와 새아버지는 1975년 이혼했다.
스눕 독은 어릴 때 골고다 트리니티 침례 교회에서 피아노를 치며 노래 부르기를 시작했고, 6살 때부터 랩을 시작했다. 또 롱비치폴리테크닉고등학교를 나왔다.
10대 시절 스눕 독은 법적인 문제와 자주 부딪혔다. 롱비치 이스트사이드의 갱단 롤린' 20 크립스의 일원으로 들어갔다. 하지만 1993년 갱단에 절대로 가입한 적이 없다고 말했다. 고등학교를 졸업하고 곧 코카인 소지 혐의로 체포되었고, 이후 3년동안 감옥에 자주 들락날락했다. 스눕 독은 사촌 네이트 독, 릴' ½ 데드, 친구 워렌 지와 함께 롱비치 지역번호에서 따온 213이라는 그룹을 결성해 홈메이드 테이프를 녹음했다.

### 성공
1993년 데스 로우 레코드에서 스눕의 새앨범 《Doggystyle》을 발매, 전보다 더 많은 인기를 얻으며 G-Funk 뮤직에 대가로 거듭났다. 또한 《Doggystyle》은 서부힙합계의 전설과 명반이 되었다. 어떤 만화 프로에서도 스눕의 노래가 나왔을 정도였고, 스눕의 이런 성공 후에도 많은 음반에 참여하여 그 이름을 날렸다. 스눕은 데스 로우 레코드사의 일부 경영권을 쥐게 되었고, 자신의 스튜디오 〈Doggy Style Records〉도 가지게 되었으며, 직접 프로듀싱을 하기도 했다.

### 현재
2000년대부터 그는 팝적인 힙합을 추구한다고 발표했고, 《Paid tha Cost to Be da Bo$》, 《R&G (Rhythm & Gangsta): The Masterpiece》, 《The Blue Carpet Treatment》의 앨범들이 대표적인 예다. 또한 영화에도 종종 출연하며, 배우로서의 기질도 보여주고 있다. 현재 그는 레게 음악과 라스타파리 종교의 영향으로 이름을 '스눕 라이언 (Snoop Lion)'으로 개명한 뒤, 몇 장의 레게 싱글을 발표하는 등의 활동을 하고 있다.

## 음반 목록
- 1993 : Doggystyle
- 1996 : Tha Doggfather
- 1998 : Da Game Is to Be Sold, Not to Be Told
- 1999 : No Limit Top Dogg
- 2000 : Tha Last Meal
- 2002 : Paid tha Cost to Be da Boss
- 2004 : R&G (Rhythm & Gangsta): The Masterpiece
- 2006 : Tha Blue Carpet Treatment
- 2008 : Ego Trippin'
- 2009 : Malice n Wonderland
- 2011 : Doggumentary
- 2013 : Reincarnated
- 2013 : 7 Days of Funk
- 2015 : Bush
- 2017 : Neva Left
- 2018 : Snoop Dogg Presents Bible of Love
- 2019 : I Wanna Thank Me

## 방송 출연
- 2015년 Mnet《쇼미더머니4》- 특별 심사위원

## 영화 출연
- 2018년 《퓨쳐 월드》- 러브로드 역
- 2019년 《아담스 패밀리》- 잇 역 (목소리)
- 2019년 《더 비치 범》
- 2020년 《스폰지밥 무비: 핑핑이 구출 대작전》- 도박꾼 역 (목소리)
- 2022년 《데이 시프트》- 빅 존 엘리엇 역
- 2024년 《가필드 더 무비》- 스눕 캣 역 (목소리)